# 希瑟·奥克斯
希瑟·奥克斯（英語：Heather Oakes，1959年8月14日—），旧姓亨特（Hunte），英国女子田径运动员，主攻短跑。她曾代表英国参加1980年和1984年夏季奥林匹克运动会田径比赛，获得二枚铜牌，均来自女子4×100米接力项目。